# Lophostola
Lophostola is een geslacht van vlinders van de familie spanners (Geometridae), uit de onderfamilie Geometrinae.

## Soorten
- L. annuligera (Swinhoe, 1909)
- L. atridisca (Warren, 1897)
- L. cara Prout, 1913